# Proteuclasta stotzneri
Proteuclasta stotzneri är en fjärilsart som beskrevs av Caradja 1927. Proteuclasta stotzneri ingår i släktet Proteuclasta och familjen Crambidae. Inga underarter finns listade i Catalogue of Life.